# Протомалайці
Термін протомалайці, первісні малайці, протогесперонезійці, гесперонезійці першої хвилі або первісні гесперонезійці належить до носіїв австронезійської мови, які переселилися з материкової Азії на Малайський півострів і Малайський архіпелаг під час тривалої серії міграцій між 2500 і 1500 роками до н.е. Протомалайці є нащадками перших людей, що жили в Південно-Східній Азії, і є предками людей у Східній Азії та Америці.
Вважається, що протомалайці були мореплавцями, обізнаними в океанографії, які володіли досконалими навичками рибальства, а також базовими сільськогосподарськими навичками. Протягом багатьох років вони оселилися в різних місцях і прийняли різні звичаї та релігії в результаті акультурації та змішаних шлюбів з більшістю людей, з якими вони контактували, такими як племена оранг-аслі, народи семангів і сеноїв.

## Походження
Енциклопедія Малайзії: рання історія вказала на три теорії походження прамалайської мови:
- Юньнаньська теорія, міграція річки Меконг (вперше опублікована в 1889 року). Теорію походження протомалайців з Юньнані підтримують Р. Г. Ґелдерн, Дж. Г.К Керн, Дж. Р. Фостер, Дж. Р. Лоґен, Сламетмульджана та Асмах Гаджі Омар. Інші докази, що підтверджують цю теорію, включають: кам'яні знаряддя, знайдені на Малайському архіпелазі, які є аналогами центральноазійських знарядь; подібність малайських і ассамських звичаїв; і той факт, що малайська та кхмерська мови є спорідненими мовами, оскільки прабатьківщина кхмерів виникла біля витоків річки Меконг.
- Теорія моряків (вперше опублікована в 1965 році).
- Тайванська теорія (вперше опублікована в 1997 році). Для отримання додаткової інформації дивіться статті про австронезійські народи та австронезійські мови.

Деякі історичні лінгвісти дійшли висновку, що існує мізерна лінгвістична база для прото-/дейтеро-малайського розколу. Отримані дані свідчать про те, що прото-малайці та дейтеро-малайці, можливо, походять від одного і того ж народу. Попередні теорії припускали, що дейтеро-малайці з'явилися під час другої хвилі міграції, близько 300 р. до н. е., порівняно з прибуттям прото-малайців, які з'явилися набагато раніше.

## Географічні регіони

### Індонезія
Ернест-Теодор Гамі (1896) вперше визначив 3 протомалайські групи, які знаходяться на Суматрі та Борнео, Індонезія:
- Батаки
- Даяки
- Ніасці

Дослідження Коенджаранінграта та Альфреда Рассела Воллеса (1869) також дійшли висновку, що більшість молукканців підпадають під протомалайську класифікацію з меланезійською домішкою. Однак висновки Антоніо Мендеса Коррейї перекласифікували тиморців в етнологічній таблиці Альфреда Рассела Воллеса як переважно протомалайців. Про це свідчить разюча схожість архітектурних проєктів традиційних жител у Лоспалосі, Східний Тимор, із спільнотами батаків і тораджів. На Сулавесі не тільки тораджі вважаються частиною стародавнього протомалайського народу, але й сусідній народ мінахасанів, який мігрував на острів у мегалітичний період. На Суматрі протомалайським вважається маловідоме плем'я пігмеїв під назвою Манте з Ачеха. Наразі його класифікують як вимерле.
Інші етнічні групи, які тісно пов'язані з протомалайцями, такі як народ наге з Флореса, який вважається сумішшю протомалайців та меланезійців та народ сакаї з Ріау, який спочатку був чистим протомалайцем, доки пізніше не був витіснений у внутрішні райони Дейтеро-малайцями, що призвело до їх змішування з негритосами. Біля західного узбережжя Бенгкулу, острів Суматра, корінне населення острова Енгано, відоме як енганці, в основному вважається протомалайцями.

### Малайзія

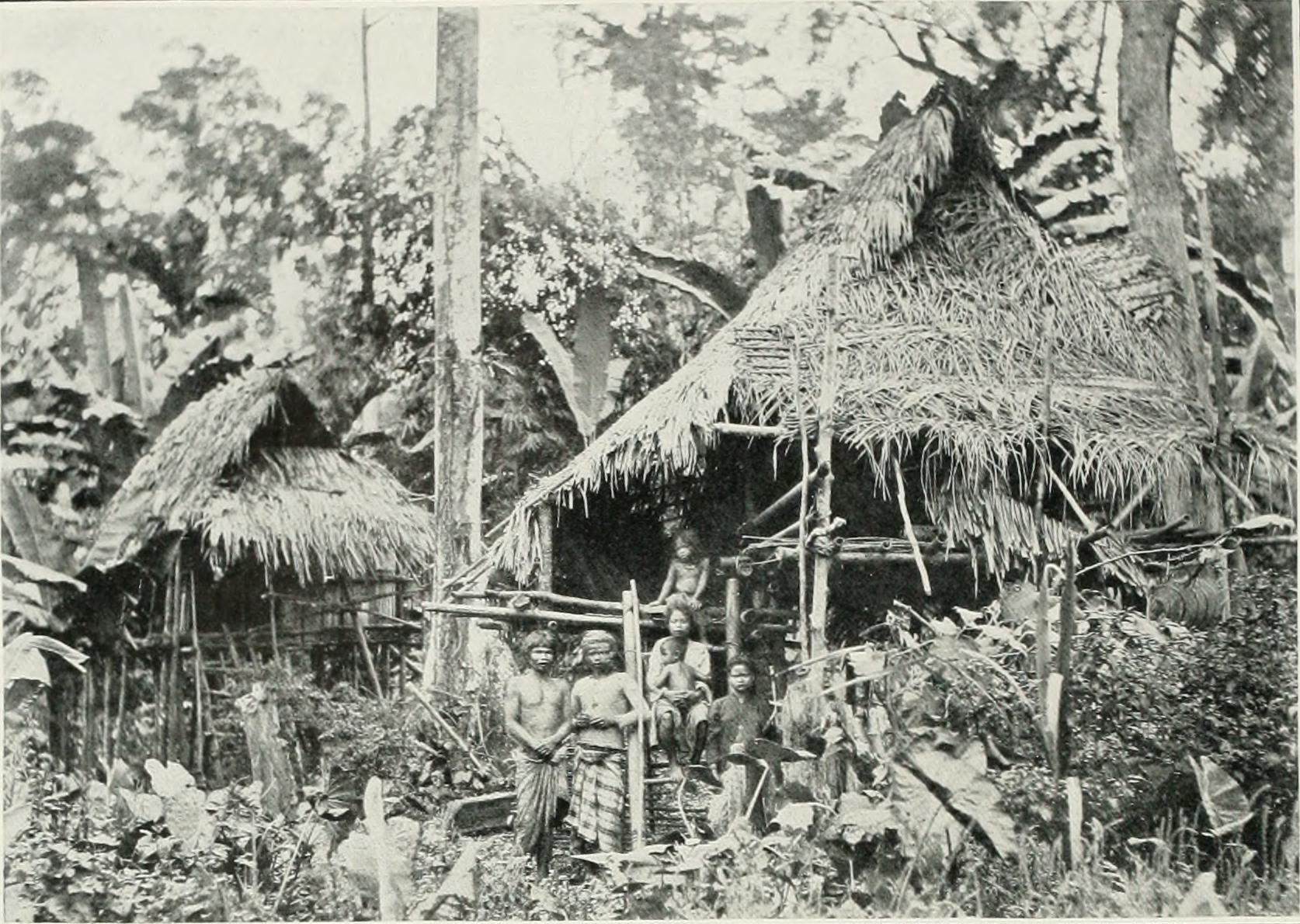
Будинки протомалайців поблизу Лубук Келубі, район Хулу Лангат, Селангор, Малайзія, 1908 рік.

У Малайзії протомалайців класифікують як корінну групу оранг-аслі на півострові Малайзія. До них офіційно належать:
- Джакуни
- Оранг-канаки
- Оранг-куала
- Оранг-лаути
- Оранг-селетари
- Семеляйці
- Темоки[19]
- Темуани

Інші етнічні групи за межами півострова Малайзія, які також вважаються протомалайськими, окрім групи людей Орангоаслі, такі як рунгуси.

### Філіппіни

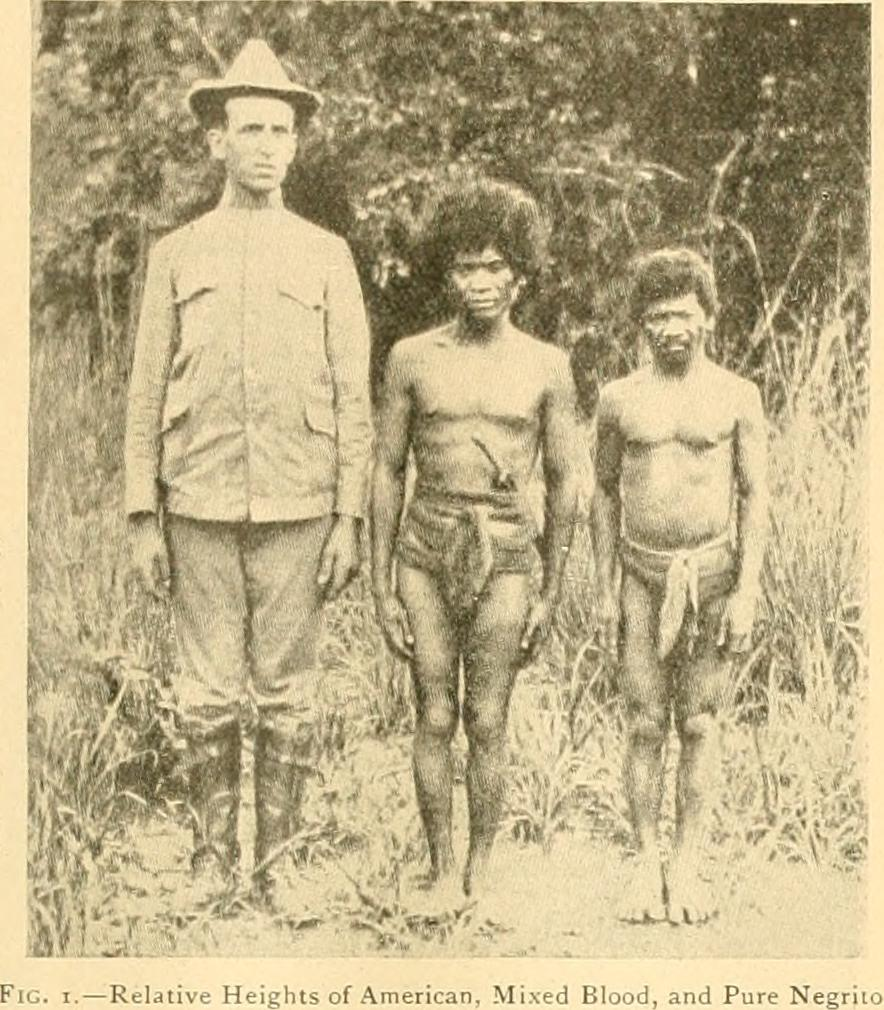
Порівняння зросту з американцем (ліворуч), расовозмішаних корінних індонезійців і протомалайців (посередині) та чистим негритосом (праворуч) з Північного Лусона, 1869 рік.

На Філіппінах є кілька груп людей, які були визначені як частина протомалайської групи:
- Мангяни[22]
- Мангуангани

Хоча на Філіппінах існують інші етнічні групи, які певним чином споріднені або мають суміш протомалайської мови, а саме:
- Тедурай, в основному суміш протомалайців і корінних індонезійців
- Аапаяо, суміш прамалайців і негріто
- Замбале, головним чином негріто з сумішшю протомалайської та австралоїдної раси[23][24]
- Албай-бікольці, переважно протомалайці з деякою сумішшю негритосів
- Батаки (Філіппіни), суміш прамалайців і корінних індонезійців
- Батаанці, головним чином негритоси з сумішшю протомалайської та австралоїдної рас[23][24]
- Багобо, суміш протомалайців і корінних індонезійців
- Блан, суміш протомалайців і корінних індонезійців
- Манобо, суміш протомалайців і корінних індонезійців
- Субанен, переважно протомалайці з домішками малайців (прибережні) або корінних індонезійців (всередині)
- Іфугао, суміш прамалайців і малайців
- Тінггіанці, суміш корінних індонезійців і малайців
- Бонток, переважно малайці